# Escudo de Suiza
El escudo de Suiza consiste en una cruz griega en plata sobre campo de gules y es idéntico a la Bandera de Suiza. La forma del escudo cambia a menudo, si bien en 1889 hubo una resolución federal, donde se incluía un dibujo del escudo de armas.
Al igual que la bandera suiza, el escudo de armas se utiliza en muchos artículos, como en los francos suizos, placas de matrícula de los coches, y como marca identificativa en las exportaciones suizas.

## Historia

Sello de la República Helvética

No se conocen los orígenes de la cruz suiza, sobre los que hay varias hipótesis. Según algunos historiadores, el símbolo habría nacido alrededor del siglo IV, donde habría sido venerado dentro de los reinos burgundios y habría figurado en los emblemas de la Legión Tebana, masacrada en San Mauricio; de ahí vendría la cruz que figura en el escudo de este municipio del Valais. Según otros, el culto de los instrumentos de la Pasión, muy extendido en la región, hizo que algunos cantones incluyeran la cruz en su bandera hacia el siglo XII, con el fondo rojo alusivo a la sangre de Cristo. Otros, finalmente, creen que deriva directamente del emblema del cantón de Schwyz, uno de los fundadores de Suiza en 1291 junto con Uri y Unterwalden, algo que no resuelve tampoco la cuestión de su significado primigenio.
De todos modos, no es hasta 1339 cuando la cruz helvética adquiere una cierta importancia, ya que en aquella época se convierte en símbolo de la cohesión de los cantones suizos y aparece en la bandera triangular de las tropas de Berna para distinguirlas de los otros cuerpos beligerantes durante la batalla de Laupen. El símbolo vuelve a aparecer cuando el papa Julio II ofrece unas banderas en 1512 a la Confederación Helvética. No fue, pero, hasta el siglo XVI que la cruz sería considerada el emblema confederal, sólo interrumpido durante la efímera República Helvética (1798-1803).
El emblema suizo dio origen, en 1864, al de la Cruz Roja, durante la primera Convención de Ginebra; de hecho, el emblema de esta organización internacional no es más que la bandera suiza con los colores intercambiados.

## Enlaces externos

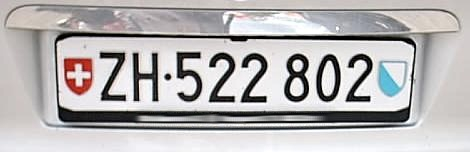
Placa de matrícula de Zürich con escudo de Suiza a la izquierda y de Zúrich a la derecha.